# Derek Jeter
Derek Sanderson Jeter (* 26. června 1974 v Pequannocku, New Jersey, USA) je bývalý profesionální americký baseballista, který hrál v americké MLB za tým New York Yankees.
V tomto týmu hraje již od podepsáni smlouvy do této ligy tj. od roku 1995. Hraje na místě shortstop (tj. spojka) a právě s touto pozicí byl již jedenáctkrát zvolen do All-Star týmu. Svůj tým dovedl v letech 1996, 1998, 1999, 2000, a 2009 k vítězství světové série a jako jediný hráč v historii dosáhl ocenění All-Star Game MVP Award i World Series MVP Award v jediném roce. Je také součástí Síně slávy a v roce 2009 byl se svým pálkařským průměrem 317 pátý nejlepší aktivní hráč.
V celosvětovém měřítku drží mezi aktivními hráči rekord nejvíce dobře odpálených míčů (hitů) v historii s počtem 3 003.

## Statistika
| Roky            | Tým              | Liga            | G     | AB    | R     | H     | 2B  | 3B | HR  | RBI   | SB  | CS | BB  | SO   | BA   | OBP  | SLG  | OPS  | TB    | GDP | HBP | SH | SF | IBB | OPS+ |
| --------------- | ---------------- | --------------- | ----- | ----- | ----- | ----- | --- | -- | --- | ----- | --- | -- | --- | ---- | ---- | ---- | ---- | ---- | ----- | --- | --- | -- | -- | --- | ---- |
| 2010            | New York Yankees | AL              | 157   | 663   | 111   | 179   | 30  | 3  | 10  | 67    | 18  | 5  | 63  | 106  | .270 | .340 | .370 | .710 | 245   | 22  | 9   | 1  | 3  | 4   | 90   |
| Celkem (16 let) | Celkem (16 let)  | Celkem (16 let) | 2,295 | 9,322 | 1,685 | 2,926 | 468 | 61 | 234 | 1,135 | 323 | 85 | 948 | 1572 | .314 | .385 | .452 | .837 | 4,218 | 235 | 152 | 79 | 47 | 37  | 119  |

Legenda
G = odehrané hry; AB = Na pálce; R = Oběhy; H = Odpaly; 2B = Doubly; 3B = Triply ; HR = Home run; RBI = Oběh s pálkou; SB = ukradená meta; CS = zablokovaná krádež mety; BB = Meta při míči; SO = Strikeován; BA = průměr odpalů; OBP = procento doběhů; SLG = slugging percentage; OPS = on-base plus slugging; TB = Total bases; GIDP = Grounded into double play; HBP = times hit by pitch; SH = sacrifice hit; SF = sacrifice fly; IBB = intentional base on balls